# مویز

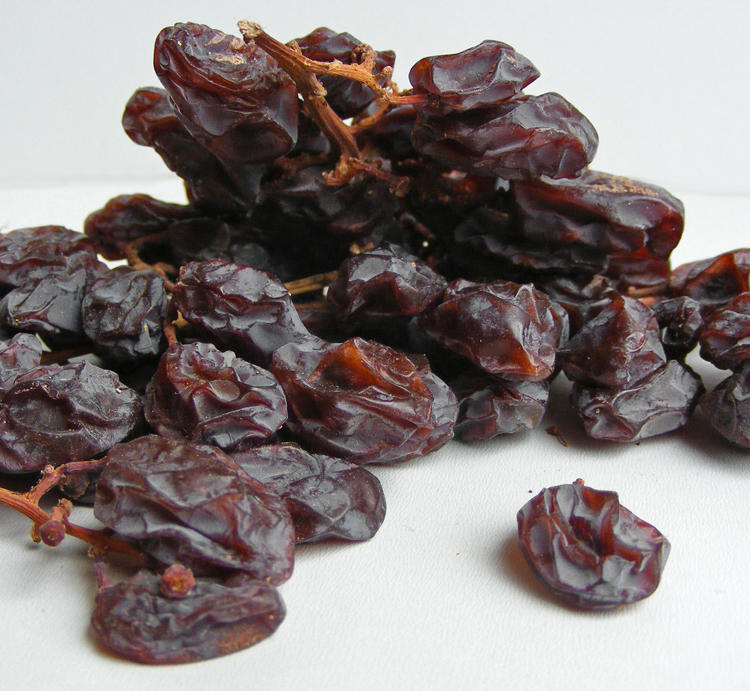
مویز

مَویز  نوعی خشکبار است که با خشک کردن انگور حاصل می‌شود. مویز نوعی کشمش است که از انگور شاهانی تهیه می‌شود. کشمش بیشتر برای انگور خشکیدهٔ کوچک استعمال می‌شود.
مصرف مویز خواص و فواید بسیاری را به همراه دارد، همچنین مصرف مویز به درمان برخی از بیماری‌ها، سلامت بدن و زیبایی، درمان کم خونی و ریزش مو کمک شایانی می‌کند.